# Troisième congrès de l'Internationale communiste

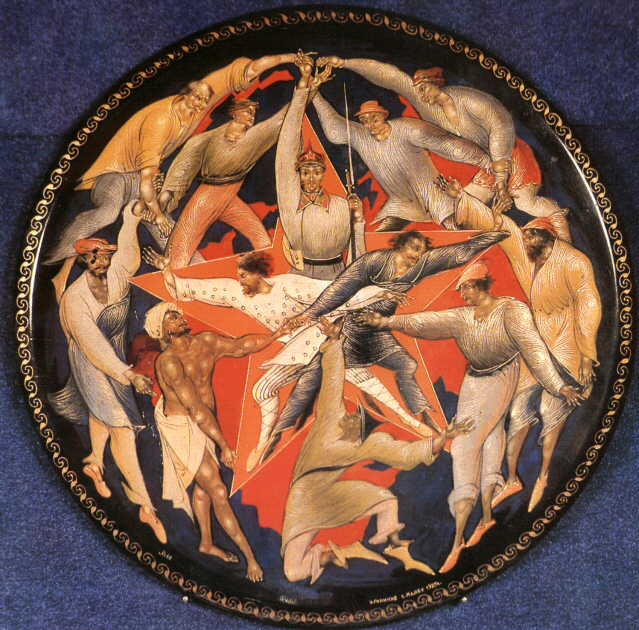
Peinture laquée créée lors du troisième congrès de l'Internationale communiste

Le troisième congrès du Komintern est réuni en 1921 dans un contexte de déclin du mouvement de révolution internationale lancé par les bolcheviks après la révolution d'Octobre (1917). Constatant l'échec de la propagation de la révolution socialiste en Allemagne (1918-1919), en Pologne (1919-1921) ou encore en Chine (1920-1927), les soviétiques se voient contraints d'appeler les communistes à faire « front uni » avec les socialistes modérés ou sociaux-démocrates, alors même que ceux-ci avaient été chassés de « l'armée du progrès révolutionnaire » bolchevik à l'occasion du deuxième congrès du Komintern (1920). Malgré cet appel à la réunion, la coupure est nette entre les communistes et les socialistes modérés. Les années qui suivent sont des années d'isolement pour les communistes. Leur mouvement devient largement minoritaire et ne parviendra à sortir de son autarcie que dans les années 1930.